# Conibear Shellhouse
O Conibear Shellhouse é um centro de treinamento e suporte de remo em Seattle, Washington, no campus da Universidade de Washington. É usado pelas equipes de remo masculina e feminina do Washington Huskies. O edifício foi concluído em 1949 e reformado em 2005. Está localizado no Lago Washington, perto do Canal de Navios do Lago Washington.
A instalação leva o nome do ex-treinador Hiram Conibear.
O Conibear Shellhouse foi construído para substituir a antiga Shell House, hoje conhecida como Canoe House, que fica mais ao sul ao longo da margem do lago. A Shell House original era um antigo hangar de hidroaviões que foi entregue à Universidade de Washington após a Primeira Guerra Mundial.